# 1853 v športu
1853 v športu.

## Bejzbol
- Sunday Mercury objavi rezultate tekme Knickerbockers-Gothams, ponovno objavljeno v časniku Clipper nekaj dni kasneje

## Konjske dirke
- Grand National - zmagovalec Peter Simple

## Rojstva
- 23. marec — Sir Donald Mann, donator Mann Cupa